# 38 př. n. l.

## Narození
- 14. ledna Drusus, římský politik a vojevůdce († 14. září 9 př. n. l.)

## Úmrtí
- Oródés II., od roku 58/57 př. n. l. parthský král

## Hlavy států
- Parthská říše – Oródés II. (58/57 – 38 př. n. l.) » Fraatés IV. (38 – 2 př. n. l.)
- Egypt – Ptolemaios XV. Kaisarion Filopatór Filométor (44 – 30 př. n. l.)
- Čína – Juan-ti (dynastie Západní Chan)